# Contea di Morgan (Alabama)
La contea di Morgan, in inglese Morgan County, è una contea dello Stato dell'Alabama, negli Stati Uniti. La popolazione al censimento del 2000 era di 111.064 abitanti. Il capoluogo di contea è Decatur.
È la contea più popolosa dell'area metropolitana di Decatur, e la seconda contea più popolosa dell'area metropolitana statistica Huntsville-Decatur.
Si tratta di una dry county, ma in alcune città è permessa la vendita di alcolici.

## Geografia fisica
La contea si trova nella parte centro-settentrionale dell'Alabama. Lo United States Census Bureau certifica che l'estensione della contea è di 1.552 km², di cui 1.508 km² composti da terra e i rimanenti 44 km² composti di acqua.
Il fiume Tennessee scorre lungo il confine settentrionale.

### Contee confinanti
- Contea di Madison - nord-est
- Contea di Marshall - est
- Contea di Cullman - sud
- Contea di Lawrence - ovest
- Contea di Limestone - nord-ovest

### Laghi, fiumi e parchi
La contea comprende i seguenti laghi, fiumi e parchi:
| Laghi | Fiumi | Parchi                                                                                     | Parchi |
| --- | --- | ------------------------------------------------------------------------------------------ | ------ |
| - Blue Hole - Danville Pond - Lily Pond - Sharp Pond - Johnson Pond - Mitchell Pond - Lipscomb Pond - The Booger Hole | - Hughes Creek - Rock Creek - Smoot Branch - Snow Hill Branch - Moss Spring Branch - Danville Branch - Valhermoso Springs Creek - Dutton Creek - Bunker Branch | - Laceys Spring Recreation Center - Danville-Neel Recreation Area - Triana Recreation Area |        |

## Principali strade ed autostrade
- Interstate 65
- U.S. Highway 31
- U.S. Highway 72 Alternate
- U.S. Highway 231
- State Route 20
- State Route 24
- State Route 36
- State Route 67

## Storia
La contea di Morgan fu costituita il 6 febbraio 1818, prima che l'Alabama diventasse uno Stato. Era territorio dei nativi Cherokee. Originariamente fu chiamata contea di Cotaco, nome derivato dal Cotaco Creek (o da un capo indiano locale), con capoluogo Somerville. Venne rinominata contea di Morgan nel 1821 in onore del generale Daniel Morgan della Virginia e nel 1891 il capoluogo venne trasferito da Somerville a Decatur.

## Società

### Evoluzione demografica
Abitanti censiti (migliaia)

## Comuni[9]
- Decatur (capoluogo) - city[10]
- Eva - town
- Falkville - town
- Hartselle - city
- Huntsville - city
- Priceville - city
- Somerville - town
- Trinity - city